# Війна третьої коаліції
Війна Третьої коаліції (фр. Guerre de la Troisième Coalition) — війна між Францією, Іспанією, Баварією та Італією з одного боку та Третьою антифранцузькою коаліцією, до якої входили Австрія, Росія, Велика Британія, Швеція, Неаполітанське королівство та Португалія — з іншого.
1805 року Росією та Великою Британією було укладено Петербурзьку союзну угоду, що заклала основу третьої коаліції. Того ж року Велика Британія, Австрія, Росія, Неаполітанське королівство та Швеція сформували Третю Коаліцію проти Франції та її союзниці Іспанії. У той час як флот коаліції вдало бився на морі, армії діяли без успіху й були розбиті, тому коаліція розпалась доволі швидко — у грудні.
Наполеон планував вторгнення до Англії починаючи з Ам'єнського миру 1802 року, який було укладено Корнуоллісом від Англії та Жозефом Бонапартом від Франції. У цей час (влітку 1805) 180-тисячна армія Наполеона («Велика Армія») стояла на французькому узбережжі Ла-Маншу, в Булоні, готуючись висадитись в Англії. Цих сухопутних сил було цілком достатньо, але воєнного флоту для прикриття десанту Наполеону не вистачало, тому була потреба відтягнути британський флот подалі від Ла-Маншу.

## Воєнні дії на морі
Див. також Англо-іспанська війна (1796 — 1808)
Спроба відволікти британців, погрожуючи їхньому пануванню у Вест-Індії зазнала невдачі: франко-іспанський флот під командуванням французького адмірала Вільнева був розбитий англійською ескадрою на зворотному шляху до Європи поблизу мису Фіністерре, та відступив до Іспанії, в порт Кадіс, де був заблокований.
Адмірал Вільнев, попри поганий стан флоту, до якого сам же його й довів, та довідавшись, що його збираються замінити адміралом Россільї, вийшов, ідучи за вказівками Наполеона, наприкінці жовтня у море. Біля мису Трафальгар франко-іспанський флот прийняв бій з англійською ескадрою адмірала Нельсона й був цілком розбитим, попри те, що Нельсон був смертельно поранений у цьому бою. Французький флот так і не відновився після цієї поразки, поступившись англійському флотові пануванням на морі.

## Статистика Війни третьої коаліції
| Країни              | Населення 1805 р. | Військ  | Солдати вбиті, поранені та ті, що зникли безвісти | Полонені солдати |
| ------------------- | ----------------- | ------- | ------------------------------------------------- | ---------------- |
| Російська імперія   | 39 040 300        | 280 000 | 25 000                                            | 25 000           |
| Австрійська імперія | 20 800 000        | 340 000 | 20 000                                            | 70 000           |
| Разом               | 59 840 300        | 620 000 | 45 000                                            | 95 000           |
| Франція             | 28 920 000        | 350 000 | 37 000                                            | 5000             |
| Разом               | 88 760 300        | 970 000 | 82 000                                            | 100 000          |

- Bodart G. Losses of life in modern wars. Austria-Hungary; France. — London., 1916., p. 132

## Воєнні дії на суші
Щоб остаточно убезпечити себе від французького вторгнення, Англія поспіхом утворила чергову антифранцузьку коаліцію, на відміну від першої та другої вже не антиреспубліканську, але антинаполеонівську.
Вступивши до коаліції, Австрія, користуючись тим, що більша частина армії Наполеона була сконцентрована на півночі Франції, планувала розв'язати воєнні дії у Північній Італії та у Баварії. На допомогу австрійцям Росія висунула дві армії, під командуванням генералів Кутузова та Буксгевдена.
Отримавши відомості про дії сил коаліції, Наполеон був змушений відкласти висадку на Британські острови на невизначений термін та висунути війська до Німеччини. Саме тоді Наполеон сказав: «Якщо я за 15 днів не буду в Лондоні, то я маю бути в середині листопада у Відні».
Тим часом 72-тисячна австрійська армія під командуванням барона Карла Мака фон Ляйберіха вдерлася до Баварії, не дочекавшись російських військ, які ще не досягли театру воєнних дій.
Наполеон залишив Булонський табір і, здійснивши марш-кидок на південь, у найкоротший термін досягнув Баварії. Австрійська армія капітулювала у битві під Ульмом. Уникнути полону вдалося корпусу генерала Єлачича, однак і його зрештою наздогнав французький маршал Ожеро, і він капітулював.
Залишившись на самоті, Кутузов був змушений відступати з ар'єргардними боями (бій біля Мерзбаху, бій під Холлабрунном) на з'єднання з армією Буксгевдена, яка ще не підійшла.
Наполеон без серйозного спротиву зайняв Відень. З усієї австрійської армії війну продовжували лише з'єднання ерцгерцоґа Карла та ерцгерцоґа Йоганна, а також нечисленні частини, що встигли з'єднатися з армією Кутузова.
Російський імператор Олександр I та австрійський імператор Франц II прибули до армії. За наполяганням Олександра I армія Кутузова припинила відступ і, не очікуючи підходу військ Буксгевдена, вступила у бій з французами під Аустерліцом, у якому зазнала тяжкої поразки.

## Підсумки війни
Незабаром після Аустерліца Австрія уклала з Францією Пресбурзький мир, за яким втратила низку територій та стала союзницею Франції. Росія, незважаючи на тяжкі втрати, продовжила воєнні дії проти Наполеона у складі четвертої антифранцузької коаліції, яку також було організовано за активної участі Англії. Континентальна частина Неаполітанського королівства включаючи столицю — місто Неаполь була завойована Наполеоном. На цій території було утворено державу-сателіт Франції з тією самою назвою. Острівна частина королівства, тобто Сицилія, зберегла незалежність, але активної участі у воєнних діях не брала.

## Нотатки
1. ↑  Цей збройний конфлікт отримав різні назви: 
  - У російській історіографії він відомий як Російсько-австро-французька війна (рос. Русско-австро-французская война)
  - Він відомий як Австрійська кампанія 1805 (фр. Campagne d'Autriche de 1805) або Німецька кампанія 1805 (фр. Campagne d'Allemagne de 1805)